# Jean-Yves Le Gallou
Jean-Yves Le Gallou, född 4 oktober 1948 i Paris, är en fransk haut fonctionnaire och politiker.
Han gick med i Groupement de recherche et d'études pour la civilisation européenne (GRECE) 1969, 1974 var en av grundarna av Club de l'horloge tillsammans med Yvan Blot och Henry de Lesquen. Han blev sedermera aktiv i Front National (FN) där han stod nära Bruno Mégret. Han blev ordförande för FN inom Île-de-Frances regionstyrelse 1986 och valdes in i Europaparlamentet för partiet 1994. 1998 deltog han i den utbrytning ur FN som resulterade i det nya partiet Mouvement National Républicain, där han var ordförande för Île-de-France-avdelningen fram till 2004. 2003 grundade han den identitära stiftelsen Polémia, som en gång om året arrangerar Bobards d'or-galan i Paris, där man delar ut antipris till fransk media som har spridit felaktig information.